# Jannis Heuer
 (août 2025).
Jannis Heuer, né le 29 juillet 1999 à Großburgwedel en Allemagne, est un footballeur allemand qui joue au poste de défenseur central au 1. FC Kaiserslautern.

## Biographie

### VfL Wolfsbourg (2018 - 2021)
La carrière du joueur débute au sein du VfL Wolfsbourg, son club formateur. Rapidement, il intègre l'équipe réserve du club, en Regionalliga Nord.
Dès sa première saison avec la réserve, le joueur remporte le titre de champion de Regionalliga Nord, mais subit une défaite par la réserve du FC Bayern Munich lors des barrages.

### SC Paderborn 07 (2021 - 2024)
En juin 2021, le joueur s'engage avec le SC Paderborn 07, club de 2. Bundesliga.

### 1. FC Kaiserslautern (depuis 2024)
En 2024, après trois au sein de son ancien club, le joueur signe avec le 1. FC Kaiserslaurern, autre club de 2. Bundesliga, finaliste de la dernière DFB-Pokal. Le transfert est estimé à environ 200 000€.

## Palmarès
| VfL Wolfsbourg rés. (1) :                 |
| ----------------------------------------- |
| - Regionalliga Nord (1) - Champion : 2019 |